# Famille Pot

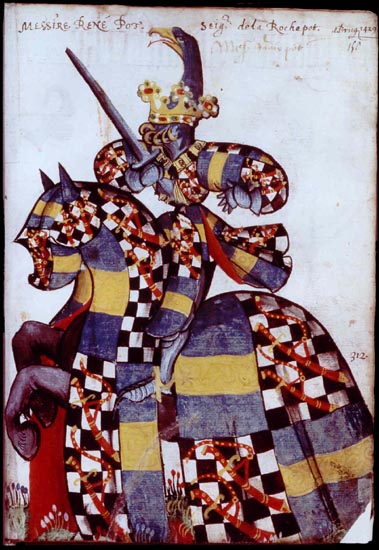
Portrait équestre de Régnier Pot (1342-1431), Grand Armorial équestre de la Toison d'or, BNF Arsenal, Manuscrit 4790.

La Famille Pot est originaire du Limousin, vers le milieu du XIIIe siècle. Certains membres occupèrent des fonctions importantes à la cour de France. La branche bourguignonne, dite branche de La Prugne, servit les ducs de Bourgogne du milieu du XVe siècle jusqu'à la mort du dernier duc Charles le Téméraire en 1477, puis passa au service de Louis XI.
Anne Pot, dernière représentante de la branche de la Prugne, épousa Guillaume de Montmorency. Ils sont les parents du connétable Anne de Montmorency et de Louise de Montmorency.
Une branche cadette de la famille établie dans le Berry, la branche des seigneurs de Rhodes, prit la charge de maître des cérémonies au milieu du XVIe siècle, puis celle de Grand Maître des Cérémonies de France lors de sa création en 1585; cette charge resta dans la famille jusqu'en 1684.

## Généalogie (extrait)
1. Guillaume I Pot, Seigneur de Champroy (fief situé à Saint-Dizier-Leyrenne dans l'actuel département de la Creuse), premier personnage de la famille; ∞ Blanche (Catherine) de Verdier, fille de Hugonin de Verdier
  1. Raoul Pot de la Prugne, Seigneur de La Prugne (château de la Prune-au-Pot) ; ∞ Radegonde de La Failhe/de La Feuille, fille de Guillaume de La Failhe, Seigneur de La Prugne en Berry et de Piégut[1]
    1. Guillaume II Pot († avant 1390), Seigneur de La Prugne; ∞1 Blanche de La Trémoille, fille de Guy IV de la Trémoille et ∞2 Marguerite de Magnac ; du ∞1 :
      1. Guillaume III Pot, chevalier, chambellan du duc de Bourgogne, seigneur de la Prugne; ∞ Radegonde de Guénant (†1387), veuve de Guy V de La Trémoille.
        1. Régnier Pot (vers 1362 - juillet 1432), Seigneur de la Prugne, de La Roche-Nolay, conseiller des ducs de Bourgogne, le second nommé à l'Ordre de la Toison d'Or en 1430; ∞ Catarina d'Anguissola, dame de compagnie de Valentine Visconti, future épouse de Louis Ier d'Orléans
          1. Jacques Pot (1399-1458); ∞1 Marie de Preuilly, fille de Gilles; ∞2 Marguerite de Cortiambles († après 1474), fille de Jacques de Cortiambles seigneur de Commarin et Jacquette de Blaisy ; du ∞2 :
            1. Philippe Pot (1428-septembre 1493), seigneur de Châteauneuf-en-Auxois, Chevalier de l'Ordre de la Toison d'Or., puis chevalier de l'Ordre de Saint-Michel.
            2. Guy (Guyot) Pot († 1495), Chevalier et Comte de Saint-Pol, servit les ducs d'Orléans, puis le roi Louis XI. Il accomplit plusieurs ambassades pour son compte, en particulier auprès de la maison de Bourgogne, et accompagna Louis XI à l'entretien de Péronne[2]. Il fut Bailli du Vermandois[3] (1469–1483), Capitaine de Compiègne. En 1477, Louis XI lui donna le Comté de Saint-Pol, après la déchéance et l’exécution de  Louis de Luxembourg[4]. Il fut à la fin Bailli Gouverneur de Touraine 1483–1484. Il fut l'un des personnages nommé par Louis XI pour faire l'instruction de son fils Charles, futur Charles VIII. À la mort de Louis XI, cette charge lui fut retirée par Anne de Beaujeu[5]. Il se rapprocha de Louis d'Orléans, futur Louis XII. Ce dernier l'appelait "mon cousin" dans les actes, compte tenu de leur aïeul Visconti commun[6]. Guy Pot épousa Marie de Villiers de L’Isle-Adam, fille de Jacques de Villiers, Seigneur de L’Isle-Adam, et de Jeanne de Nesle, fille de Guy IV de Nesle-Offémont.
              1. Régnier III Pot († 1503), échanson du roi et capitaine de Beauvais, baron de Châteauneuf, seigneur de la Rochepot, la Prugne au Pot, Meursault, Givry, Thorey-sur-Ouche, Damville, Thorey-en-Tonnerrois, etc. Il recueillit la succession de son père Guyot, et de ses oncles Philippe et Jacques. Il mourut lors du siège de Saluces, en 1503, lors des guerres de Louis XII[7].
              2. Anne Pot, dame de Thorey († 1510), Comtesse de Saint-Pol, dame de la Rochepot; ∞ 1484 Guillaume de Montmorency. Anne Pot et Guillaume de Montmorency sont les parents du Connétable Anne de Montmorency (1493–1567), Duc de Montmorency.

            3. Jacques Pot, seigneur de Thorey, qui fut tué le 7 juillet 1475 à la prise de Bar-sur-Seine par les armées de Louis XI[8].
            4. Georges Pot († 1494), abbé de St-Michel de Tonnerre et commendataire du prieuré de St-Léger.
            5. Régnier II Pot († 1498), chevalier de l'ordre de St-Jean-de-Jérusalem, commandeur de Chalon et Valence. Il mourut sur l'île de Rhodes en 1498, et le grand-maître de l'Ordre, Philippe de Villiers de l'Isle-Adam, son beau-frère, fit graver sa plaque funéraire, qui est exposée au musée archéologique de Rhodes[9].
            6. Louis Pot (1467-1505), abbé de Saint-Laumer (Blois)[10], évêque de Tournay en 1489, évêque de Lectoure (Gers) de 1500 à 1505, abbé de Marmoutier de 1498 à 1505.
            7. Philippine Pot, ∞ 1455 Geoffroy II de Beauvoir, puis ∞² Claude de Pognières.
            8. Antoinette Pot, ∞1464 Charles de Saulx, sr de Prisey, ∞² 1479 Charles de Bauffremont, sr de Sombernon.
            9. Edmonde Pot, religieuse puis prieure en 1485 du prieuré bénédictin de Marcigny-les-Nonnes.

    2. Raoul Pot (†1390), frère de Guillaume II Pot, Seigneur de Piégu (Puy-Agu, Piégut) et de Rhodes, bailli et gouverneur d'Orléans en 1383; ∞ Jeanne de Céris, fille de Guy, Seigneur de Rhodes
      1. Raoul Pot, chevalier, seigneur de Piégu et Lavault-Pot (Piégut et Lavaupot à St-Sulpice), et du Baloffier, ∞ Jeanne de la Roche. Il continua la branche "de Piégu", qui s'éteignit à la fin du XIXe siècle.
      2. Louis Pot (° 1368), seigneur de Rhodes; ∞ Dauphine de Bonnelles, Dame de Chassingrimont (commune de Saint-Civran, Indre)
        1. Guy Pot († avant 1483), Seigneur de Rhodes, ∞ 1448 Catherine de Saint-Julien
          1. Jean Pot, Seigneur de Rhodes et de Chassingrimont ∞ ~1470 Souveraine de Blanchefort
            1. Guy Pot (†1515 des suites de ses blessures à la bataille de Marignan[11], inhumé à Pavie), Seigneur de Rhodes, ∞ 1508[12] Isabeau de Saffray
              1. Jean Pot (†1571), Seigneur de Chemault[13], Maître des Cérémonies de France, ambassadeur à Rome, Londres et Vienne; ∞ 1538 Georgette de Balzac, Dame de Saint-Chamant, fille de Pierre, Seigneur d'Entragues et de Dunes (maison de Balzac d'Entragues ; cf. l'article Robert de Balzac)
                1. Guillaume I Pot de Rhodes (vers 1539-vers 1603), Seigneur de Rhodes et de Chemault, nommé "de Rhodes", 1585 premier Grand-Maître des cérémonies de France, 1578–1597 prévôt et maître des cérémonies de l'Ordre du Saint-Esprit[14]; ∞ 1567[12] Jacqueline de la Châtre, sœur de Claude, Baron de La Maisonfort et tante du maréchal Louis (Maison de La Châtre) ci-dessous
                  1. Henry Pot (1568-1590), tué à la bataille d'Ivry portant la cornette blanche.
                  2. Guillaume II Pot de Rhodes[15] (†1615), Chevalier, Seigneur de Rhodes et de Chemault, 1597–1612 prévôt et maître des cérémonies de l'Ordre du Saint-Esprit, 1603–1615, second Grand-Maître des cérémonies de France; ∞ 1604[12] Anne de Brouilly, fille de François, Seigneur de Marvillers
                  3. François Pot de Rhodes (†1622), Chevalier, Seigneur du Magnet (Indre), de Rhodes et de Chemault, 1612–1619 prévôt et maître des cérémonies de l'Ordre du Saint-Esprit, 1616-1622, 3e Grand-Maître des cérémonies de France; ∞ 1605[12] Marguerite d’Aubray, fille de Claude, Seigneur de Bruyère-le-Château. François Pot vendit la charge de prévôt et maître des cérémonies de l'Ordre du Saint-Esprit en 1619, et fut tué peu après en 1622 au siège de Montpellier.
                    1. Claude Pot de Rhodes (1617–1642), Seigneur de Rhodes, 1622–1642 4e Grand-Maître des cérémonies de France; ∞ I Louise-Henriette de la Châtre, fille du maréchal Louis de la Châtre, Baron de La Maisonfort (Maison de La Châtre) : dont Marie-Louise, dame d'Egreville et Villebéon par sa mère, † 1684, x 1646 François-Marie de L'Hospital 2e duc de Vitry ; ∞ 1639 II Louise de Lorraine (1621-1652), fille du cardinal Louis III de Lorraine-Guise.
                    2. Henri († 1662), le Chevalier de Rhodes, vicomte de Bridiers, 1642–1662 5e Grand-Maître des cérémonies de France; ∞ 1646[12] Gabrielle de Rouville, fille de Jacques (II), Comte de Clinchamp, sire de Chavigny
                      1. Charles (†1705), Marquis de Rhodes, 6e Grand-Maître des cérémonies de France (1666–1684), vendit cette charge en 1684; ∞ 1692 Anne Marie Thérèse de Simiane-Gordes, fille de Edme Claude
                        1. Marie Louise Charlotte (1694-1715); ∞ Louis de Gand de Mérode de Montmorency, 2. Prince d’Isenghien, 1741 Maréchal de France (†1767)

            2. François Pot, qui crée la branche de Chassingrimont, qui s'éteignit à la fin du XVIIe siècle. Il construisit le château de Chazelet. ∞ 1504[12] Renée de Montleon
            3. Philippe Pot († 1528), Abbé de Saint-Euverte (Orléans), 1515 Président du Parlement de Paris, trésorier de la Sainte-Chapelle[16].
            4. Jean Pot, Abbé de Ferrières-en-Gâtinais

## Armes de la famille
D'or à la fasce d'azur

Branche de la Prugne (depuis Régnier Pot en 1406) : Écartelé, aux 1 et 4 d'or à la fasce d'azur, aux 2 et 3 échiqueté d'argent et de sable à deux badelaires de gueules posés en bande, pommetés, virolés, rivés d'or, aux ceinturons de gueules bouclés d'or.
Branche de Rhodes : d'or à la fasce d'azur, au lambel de gueules à trois pendans.
Rameau de Plénoche (seigneurie près de Sens, Yonne) et de Turgy (Troyes) : D'or à la fasce d'azur, sur la fasce de Visconti (une guivre d'azur issant un enfant de carnation)
| Image | Armoiries |  |  |
| ----- | --- |  |  |
|       | Guillaume Pot, ~1350 D'or à la fasce d'azur chargée d'une aiguière (pot) d'argent. Cimier une tête d'aigle d'azur, chargée de l'aiguière.                                                                                         |  |  |
|       | Guillaume Pot, ~1360, père de Régnier Pot, et Régnier Pot ~1390 D'or à la fasce d'azur, à la bordure de gueules sur une capeline de même et une couronne de gueules.. Cimier un plumail de coq de sable issant d'un pot aux armes |  |  |
|       | Guillaume I Pot de Rhodes, (1615), puis Guillaume II et François Pot, prévôts et maîtres de cérémonie de l'Ordre du Saint-Esprit D'or à la fasce d'azur, au lambel de gueules à 3 pendans.                                        |  |  |